# Aname munyardae
Aname munyardae is een spinnensoort uit de familie Anamidae. De wetenschappelijke naam van de soort werd voor het eerst geldig gepubliceerd in 2020 door Castalanelli, Framenau, Huey, Hillyer en Harvey.
De soort komt voor in West-Australië.